# Campeonato Roraimense 1996
In 1996 werd het 37ste Campeonato Roraimense gespeeld voor voetbalclubs uit Braziliaanse staat Roraima, het was het tweede profkampioenschap. De competitie werd georganiseerd door de FRF en werd gespeeld van 20 april tot 7 juli. Baré werd kampioen.

## Eerste toernooi
| Plaats | Club      | Wed. | W | G | V | Saldo | Ptn. |
| ------ | --------- | ---- | - | - | - | ----- | ---- |
| 1.     | GAS       | 4    | 3 | 0 | 1 | 9:3   | 9    |
| 2.     | Baré      | 4    | 2 | 1 | 1 | 8:5   | 7    |
| 3.     | Roraima   | 4    | 1 | 1 | 2 | 3:4   | 4    |
| 4.     | Progresso | 4    | 1 | 1 | 2 | 6:8   | 4    |
| 5.     | Rio Negro | 4    | 1 | 1 | 2 | 4:10  | 4    |

## Tweede toernooi
| Plaats | Club      | Wed. | W | G | V | Saldo | Ptn. |
| ------ | --------- | ---- | - | - | - | ----- | ---- |
| 1.     | Baré      | 4    | 2 | 2 | 0 | 8:6   | 8    |
| 2.     | Roraima   | 4    | 2 | 1 | 1 | 6:5   | 7    |
| 3.     | GAS       | 4    | 2 | 0 | 2 | 7:7   | 6    |
| 4.     | Progresso | 4    | 1 | 1 | 2 | 7:8   | 4    |
| 5.     | Rio Negro | 4    | 1 | 0 | 3 | 5:7   | 3    |

## Finale
|               |      |       |     |  |
| 7 juli Finale | Baré | 2 – 1 | GAS |  |
| 7 juli Finale |      |       |     |  |

### Kampioen
| Campeonato Roraimense de 1996 |
| Roraima                       |
| ----------------------------- |
| BARÉ Kampioen (14° titel)     |